# 飯田紀久夫
飯田紀久夫（いいだ きくお、1970年10月31日 - ）は、NHKのシニアアナウンサーである。愛知県江南市の出身。愛知県立中村高等学校を経て広島大学を卒業後、1993年にNHKに入局した。趣味はスキューバダイビングと茶道である。

## 競技エアロビクス選手として
飯田はアナウンサーとしての活動と並行し、競技エアロビクスの選手としても活動している。日々のトレーニングを継続し、全国大会への出場を目指している。専門とするカテゴリーは「フライト」であり、全国大会の予選にも積極的に参加している。その競技の模様はNHKの放送で紹介されたことがある。名古屋局に勤務していた際には、エアロビクス大会の実況を担当した経験も持つ。

## 同期
同期入局のアナウンサーには佐久間知樹がいる。佐久間とは誕生日が同じである（ただし、年齢においては飯田の方が1つ下である）。

## 担当番組・業務
金沢放送局時代
- JKニュース1
- 石川県のニュース・中継・リポート

東京アナウンス室時代
- 地球!ふしぎ大自然スペシャル（リポーター）
- 首都圏ネットワーク（2000年8月28日 - 9月8日）伊藤雄彦の夏季休暇に伴う代理
- 首都圏ニュース845（2000年9月1日）内多勝康の代理
- ホリデーインタビュー（2002年7月20日、中村征夫にインタビュー）
- 生活ほっとモーニング リポーター

名古屋放送局時代（1度目）
- 東海3県・東海北陸のニュース
- おはよう東海（キャスター）
- 東海たまて箱（ - 2004年9月）
- スポーツ中継（エアロビクス、不定期）
- ナビゲーション（2006年4月 - 2008年3月）
- NHKスペシャル「データマップ63億人の地図」（2004年度　リポーター）

沖縄放送局時代
- 沖縄県のニュース
- ニュース845沖縄（不定期）
- おはよう沖縄（不定期）
- きんくる 〜沖縄金曜クルーズ〜（編集責任者）
- 沖縄熱中倶楽部 編集長（ラジオ第1）
- ハイサイ!ニュース610（編集責任者、「ナマからハイサイ!」リポーター）
- NEWSおきなわ610（編集責任者、キャスター代行）
- 放送部副部長（アナウンス統括）
- 沖縄放送局制作番組の編集責任者

広島放送局時代
- 広島県・中国地方のニュース
- 金曜夕方 どぉ〜かいの（2013年4月 - 2015年3月）
- ひろしまニュース845（不定期）
- ひろしまニュース645（不定期）
- 広島発ラジオ深夜便（2015年3月27日深夜）

名古屋放送局時代（2度目）
- 東海3県・東海北陸のニュース など
- 夕刊 ゴジらじ（2015年3月30日 -2018年3月30日）
- ニュース845 （不定期）
- ニュース645 （不定期）
- 名古屋放送局時代（3度目）
- 東海3県・東海北陸地方のニュース
- ニュース845 （不定期）
- ニュース645 （不定期）
- 管理業務主体
- コンテンツセンターアナウンスグループ統括・部長級
- 名古屋放送局制作番組の編集責任者

NHK財団時代
- ☆ラジオニュース（不定期）